# Kritisches Journal der Philosophie

Le Kritisches Journal der Philosophie (Journal critique de philosophie) est une revue allemande de philosophie fondée et dirigée par Georg Hegel et Friedrich von Schelling entre 1802 et 1803. Elle contient les premières publications de Hegel. 

## Historique
La revue est fondée par Hegel et Schelling à l'époque où ils enseignent à l'université d'Iéna entre 1801 et 1803. 
Les deux auteurs adoptent une position philosophique commune. Les articles ne sont pas signés.
La revue est publiée à Tübingen par l'éditeur Johann Friedrich Cotta. 

## Contenu
La revue est composée de deux volumes et de six numéros : 
- Premier volume
  - Premier cahier. (Parution : Janvier 1802)
    - Introduction
    - De l'essence de la critique philosophique en général et de son rapport à l'état présent de la philosophie en particulier. [Hegel]
    - De l'absolu système de l'identité et de son rapport au tout récent dualisme (celui de Reinhold) [Schelling]
    - Comment le sens commun peut prendre la philosophie. [Hegel]

  - Deuxième cahier. (Parution : Mars 1802)
    - Rapport du scepticisme à la philosophie. [Hegel]
    - Rückert et Weiss, ou la philosophie pour laquelle il n'est besoin d'aucune pensée et d'aucun savoir. [Schelling]

  - Troisième cahier. (Parution: Décembre 1802)
    - Du rapport de la philosophie de la nature à la philosophie en général [Hegel ou Schelling]
    - De la construction en philosophie. [Schelling]

- Deuxième volume. 
  - Premier cahier. (Parution: Juillet 1802)
    - Foi et savoir [Hegel]

  - Deuxième cahier. (Parution: Décembre 1802)
    - Des manières de traiter scientifiquement du droit naturel. [Hegel]

  - Troisième cahier. (Parution : Mars 1803)
    - Des manières de traiter scientifiquement du droit naturel (fin) [Hegel].
    - Sur Dante [Schelling].